# Grumman JF Duck
Le Grumman JF "Duck" était un amphibie biplan monomoteur américain construit par Grumman pour la marine américaine dans les années 1930. Le J2F Duck était une version améliorée du JF, sa principale différence étant un flotteur plus long.

## Design et développement
Le Grumman JF Duck fut fabriqué de 1934 à 1936, lorsque la production passa au J2F Duck et à ses variantes ultérieures.  L'indice extérieur le plus évident pour distinguer un JF des premières versions du J2F est la suppression du haubans joignant les ailerons des deux plans sur le J2F. Moins visible, le carénage raccordant le fuselage arrière et le flotteur sous la queue est légèrement plus long sur le J2F. 
Le flotteur principal du Duck faisait partie du fuselage, ce qui en faisait quasiment un hydravion à coque, bien qu'il ressemble plus à un avion standard équipé d'un flotteur. Le prototype XJF-1 vola pour la première fois le 24 avril 1933, piloté par le pilote d'essai Grumman Paul Hovgard.

## Histoire opérationnelle
Les premiers JF-1 commandés étaient équipés du même moteur Pratt & Whitney R-1830-62 que le prototype XJF-1. La marine américaine commanda 27 JF-1  livrés à partir de mai 1934 sur la base navale de Norfolk. Les premières séries pouvaient recevoir une mitrailleuse installée sur le siège passager tirant vers l'arrière, ainsi qu'un porte-bombe sous chaque aile, chacun emporter une bombe de 100 livre (45,4 kg) ou une charge de profondeur. Le flotteur principal était également conçu par Grumman (Grumman modèle A) et comme sur le prototype, il comprenait un train d'atterrissage  rétractable, faisant du Duck un véritable appareil amphibie. Les Duck furent utilisés comme amphibies utilitaires pour des missions de reconnaissance photographique, de remorquage de cibles et de sauvetage en mer.[réf. nécessaire]

## Variantes
XJF-1
Prototype avec un moteur Pratt & Whitney R-1535-62 de 700 ch, un seul construit (BuNo 9218).
JF-1
Variante de production équipée d'un moteur Pratt & Whitney R-1830-62 Twin Wasp de 700 ch, 27 construits (BuNos 9434-9455, 9523-9527).
JF-2
Variante pour l'United States Coast Guard équipée d'un moteur Wright R-1820-102 Cyclone de 750 ch, 15 construits (BuNo 0266, 00371-00372, 01647, USCG V141-V155).
JF-3
JF-2 pour l'US Navy, cinq construits (BuNos 9835-9839).
Grumman G-20
Version armée du JF-2 pour l'export vers l'Argentine, huit construits.

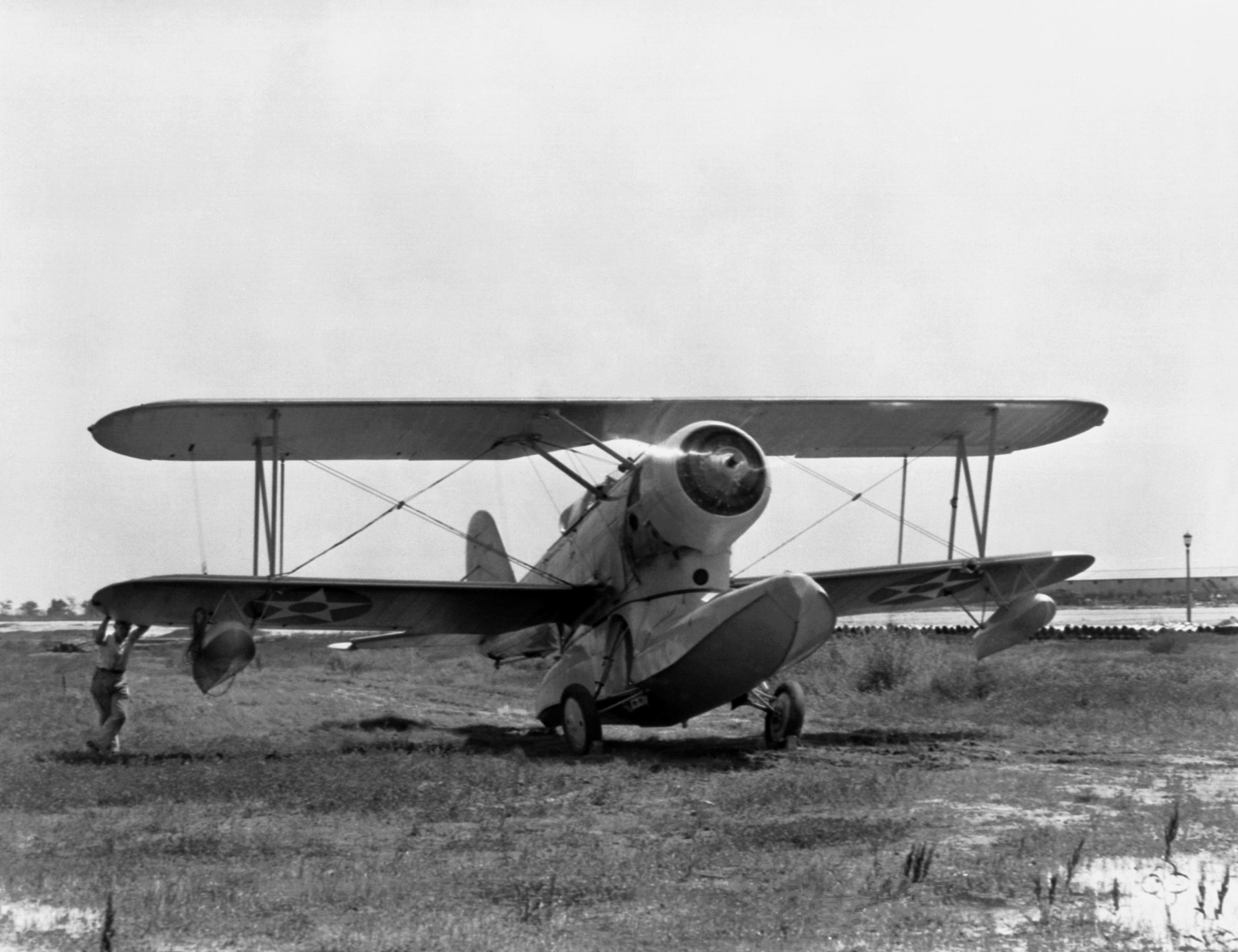
Grumman JF-1 Duck à Langley

## Opérateurs
United States Marine Corps
 Argentine
- Marine argentine - huit G-20[3].

 États-Unis
- United states Navy

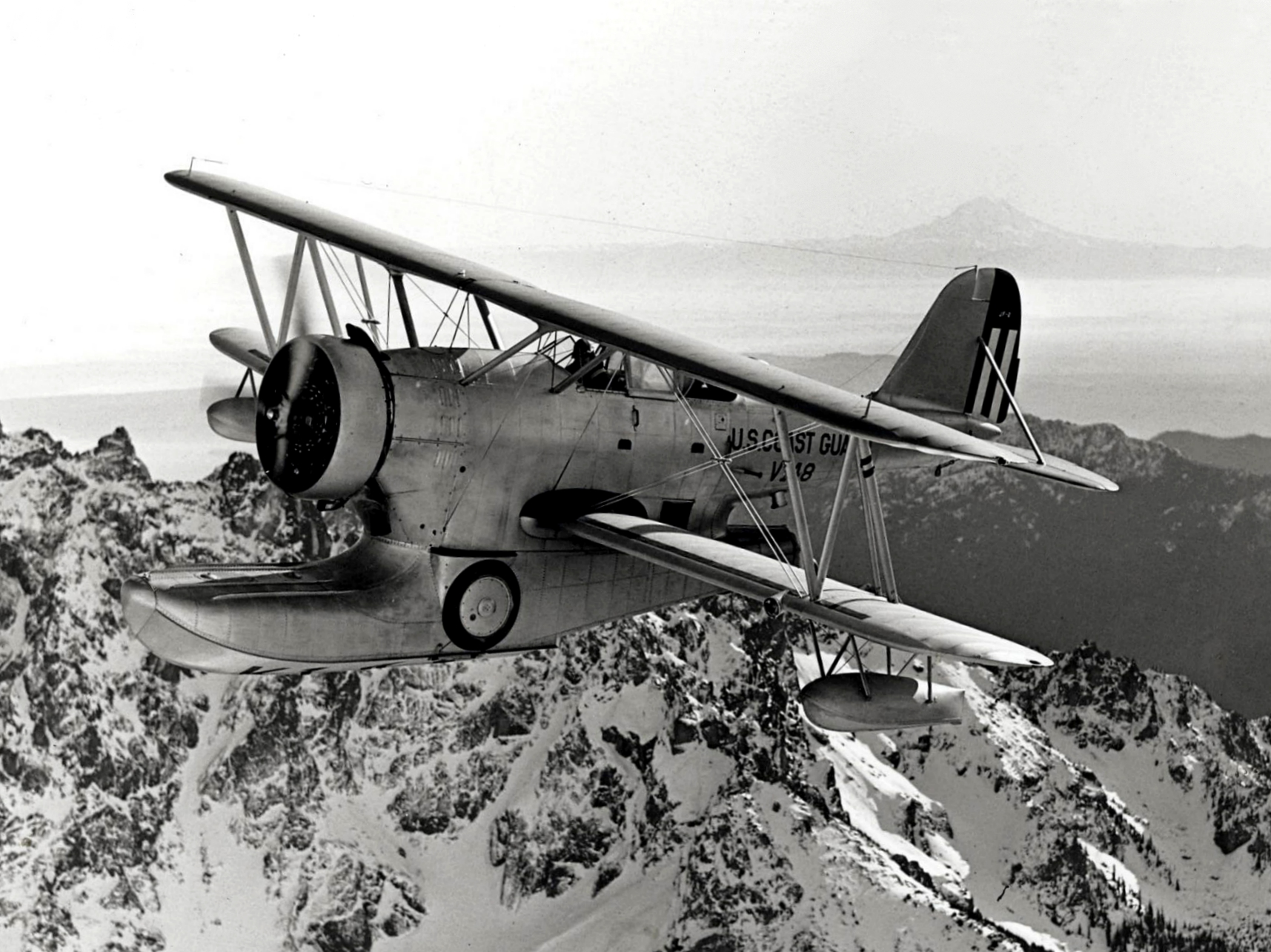
Grumman JF-2 des USCG volant au-dessus des montagnes vers 1940

- United States Coast Guard - un JF-2

## Voir également
Développement lié
- Grumman J2F Duck

Avions comparables
- Loening OL
- Loening C-2
- Bellanca XSOE

## Lectures complémentaires
- Steve Ginter, Grumman JF/J2F Duck, vol. Nº84, California, United States, Ginter Books, coll. « Naval Fighters », 2009 (ISBN 0-942612-84-1, lire en ligne)
- (es) Jorge Félix Nuñez Padin, Grumman G.15, G.20 & J2F Duck, vol. Nº15, Buenos Aires, Argentina, Museo de la Aviación Naval, Instituto Naval, coll. « Serie Aeronaval », 2002